# GNU Guile
GNU Guile é um interpretador/máquina virtual para a linguagem de programação Scheme. Foi lançado em 1993. Guile inclui extensões bem divididas para chamadas de sistema segundo o modelo POSIX. A Libguile permite que a linguagem seja embutida em outros programas, e usada como uma interface para as outras linguagens, como forma de integração.
Guile é a linguagem script oficial do Projeto GNU, a partir de 2006, tem sido usada pelos principais projetos. O nome foi cunhado numa discussão na Usenet por Lee Thomas. A ideia é que "o programador implemente algoritmos críticos e estruturas de dados usando C ou C++ e exporte funções e tipos para serem usados com código interpretado. Assim a aplicação se torna um tipo de biblioteca primitiva, orquestrada pelo interpretador, combinando a eficiência do código compilado com a flexibilidade da linguagem interpretada".